# My Beautiful Dark Twisted Fantasy
My Beautiful Dark Twisted Fantasy je páté studiové album amerického rappera Kanye Westa. Písně z alba byly převážně nahrány ve studiu na Havaji. Většinu písní vyprodukoval sám Kanye West v koprodukci s dalšími producenty. Album získalo zlatou certifikaci společnosti RIAA během prvního týdne prodeje. Obsah alba byl oceněn třemi cenami Grammy.

## O Albu
Na tomto albu Kanye West pracoval od vydání svého předchozího alba 808s & Heartbreak v roce 2008. Původně se mělo jmenovat Good Ass Job, nakonec se název změnil na současný. Mezi hosty na albu jsou Jay-Z, Rihanna, John Legend, Rick Ross, Kid Cudi, Swizz Beatz a další.
V srpnu 2010 začal k propagaci svého alba vydávat každý pátek jednu píseň, tuto akci nazval "G.O.O.D. Fridays". Takto vydal čtrnáct písní, z nichž se dvě objevily na konečné verzi albu, jde o písně "Devil in a New Dress" a "So Appalled" (ft. RZA, Jay-Z, Pusha T, Swizz Beatz a CyHi da Prynce).
Prvním singlem k albu byla píseň "Power" (ft. Dwele), vydána 1. července 2010. Ta se umístila na 22. místě Billboard Hot 100. Druhým singlem byla píseň "Runaway" (ft. Pusha T), vydána 4. října 2010. Ta se vyšplhala až na 12. místo žebříčku Billboard Hot 100. Třetím singlem byla skladba "Monster" (ft. Rick Ross, Jay-Z, Nicki Minaj a Bon Iver), vydána 23. října 2010. Ta obsadila 18. pozici v hitparádě Billboard Hot 100. Čtvrtým singlem je píseň "All of the Lights", vydaný 18. ledna 2011. Píseň se vyšplhala na 18. pozici.
Většina písní unikla na internet dlouho před vydáním alba, avšak album nakonec obsahuje pozměněné verze. Například "Devil in a New Dress" v původní verzi neobsahoval Rick Rosse, píseň "Runaway" neobsahovala své albové outro, "Dark Fantasy" neobsahovala ženské vokály apod.
K písním "Power" a "Runaway" byly vytvořeny neobvyklé videoklipy. Klip k písni "Power" je pohyblivým obrazem s prvky starověkého Řecka a Egypta. Klip k písni "Runaway" je 34minutovým filmem o pádu Fénixe, v podobě ženy (Selita Ebanks), a jeho následného povstání z popelu. Film se natáčel v Praze a celkem obsahuje deset částí písní z alba.
Neobvyklé je i konečné uvádění hostů. Například píseň "Power" je uváděna bez hosta Dwele, píseň "All of the Lights", která obsahuje jedenáct hostů je také uváděna bez nich, největší prostor na ní získala zpěvačka Rihanna a piáno Eltona Johna.

## Po vydání
Alba se během prvního týdne prodeje v USA prodalo 497 000 ks, což mu již vyneslo zlatou certifikaci od společnosti RIAA. Díky tomu album debutovalo na prvním místě žebříčků Billboard 200, R&B/Hip-Hop Albums, Rap Albums, Digital Albums, Canadian Albums a Tastemaker Albums. V druhém týdnu se alba v USA prodalo 108 000 kopií, čímž se propadlo na sedmou pozici v Billboard 200. V lednu 2011 album získalo platinovou certifikaci od společnosti RIAA. Celkem se alba v USA prodalo 1 346 000 kusů.
V prosinci 2010 bylo album vyhlášeno nejlepším albem roku v magazínech Rolling Stone, Time a Billboard. Od magazínu Source obdrželo nejvyšší hodnocení "5 mic", kterého v historii dosáhlo jen pár desítek alb. Další hudební magazín XXL tomuto albu udělil své nejvyšší hodnocení "XXL", tím se album stalo teprve sedmým, které toho dosáhlo. Kanye West však toto hodnocení obdržel již podruhé (poprvé v roce 2005 s albem Late Registration).
Na 54. předávání cen Grammy roku 2012 album získalo tři ocenění, a to za rapové album roku a dvě za píseň "All of the Lights".

### Další kritiky
- Pitchfork Media
- Slant Magazine
- Spin Magazine
- HipHopDX.com
- AllHiphop.com

## Seznam skladeb
| #  | Píseň                           | Host(é)                                           | Producent(i)                                                 | Délka |
| -- | ------------------------------- | ------------------------------------------------- | ------------------------------------------------------------ | ----- |
| 1  | "Dark Fantasy"                  |                                                   | The RZA, Kanye West, No I.D.                                 | 4:40  |
| 2  | "Gorgeous"                      | Kid Cudi, Raekwon                                 | Kanye West, No I.D., Mike Dean                               | 5:57  |
| 3  | "Power"                         |                                                   | S1, Kanye West                                               | 4:52  |
| 4  | "All of the Lights" (Interlude) |                                                   |                                                              | 1:02  |
| 5  | "All of the Lights"             |                                                   | Kanye West, Jeff Bhasker (co.)                               | 4:59  |
| 6  | "Monster"                       | Jay-Z, Rick Ross, Nicki Minaj & Bon Iver          | Kanye West                                                   | 6:18  |
| 7  | "So Appalled"                   | Jay-Z, Pusha T, Cyhi Da Prynce, Swizz Beatz & RZA | Kanye West, No I.D., Mike Dean (co.)                         | 6:38  |
| 8  | "Devil in a New Dress"          | Rick Ross                                         | Bink!, Mike Dean (co.)                                       | 5:52  |
| 9  | "Runaway"                       | Pusha T                                           | Kanye West, Emile (co.), Jeff Bhasker (co.), Mike Dean (co.) | 9:08  |
| 10 | "Hell of a Life"                |                                                   | Kanye West, Mike Caren (co.), No I.D. (co.), Mike Dean (co.) | 5:27  |
| 11 | "Blame Game"                    | John Legend                                       | Kanye West, DJ Frank E                                       | 7:49  |
| 12 | "Lost in the World"             | Bon Iver                                          | Kanye West, Jeff Bhasker (co.)                               | 4:16  |
| 13 | "Who Will Survive in America"   |                                                   | Kanye West, Jeff Bhasker (co.)                               | 1:38  |

### iTunes Bonusy
| #   | Píseň        | Host(é)                            | Producent(i)                   | Délka |
| --- | ------------ | ---------------------------------- | ------------------------------ | ----- |
| 14. | "See Me Now" | Big Sean, Beyoncé & Charlie Wilson | Kanye West, No I.D., Lex Luger | 6:03  |

## Samply
- "Dark Fantasy" - obsahuje části písně In High Places zpěváka Mike Oldfield
- "Gorgeous" - obsahuje části písně You Showed Me skupiny The Byrds
- "Power" - obsahuje části písní It's Your Thing skupin Cold Grit; Afromerica skupiny Roche Martin a 21st Century Schizoid Man skupiny King Crimson
- "So Appalled" - obsahuje části písně You Are – I Am skupiny Manfred Mann's Earth Band
- "Devil in a New Dress" - obsahuje části písně Will You Still Love Me Tomorrow zpěváka Smokey Robinson
- "Runaway" - obsahuje části písně Expo 83 skupiny Backyard Heavies
- "Hell of a Life" - obsahuje části písní She's My Baby skupiny The Mojo Men; Stud-Spider zpěváka Tony Joe White a Iron Man skupiny Black Sabbath
- "Blame Game" - obsahuje části písně Avril 14 zpěváka Richard James
- "Lost in the World" - obsahuje části písní "Soul Makossa" zpěváka M. DiBango; Think (About It) zpěvačky Lyn Collins; Woods kapely Bon Iver a Comment No. 1 zpěváka Gil Scott-Heron.

## Mezinárodní žebříčky
| Země                     | Umístění |
| ------------------------ | -------- |
| Austrálie                | 6        |
| Belgie                   | 21       |
| Česko                    | 30       |
| Dánsko                   | 4        |
| Francie                  | 28       |
| Irsko                    | 18       |
| Kanada                   | 1        |
| Německo                  | 19       |
| Nizozemí                 | 17       |
| Nový Zéland              | 10       |
| Norsko                   | 11       |
| Řecko                    | 19       |
| Švédsko                  | 19       |
| Švýcarsko                | 10       |
| UK Albums Chart          | 16       |
| US Billboard 200         | 1        |
| US Billboard R&B/Hip-Hop | 1        |
| US Billboard Rap         | 1        |